# Kapp-putsch

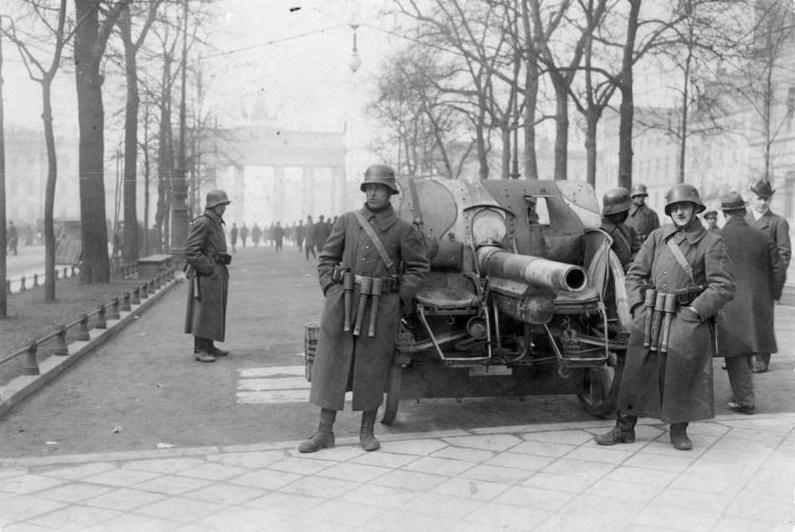
Kapp-putsch, Brigade Erhardt

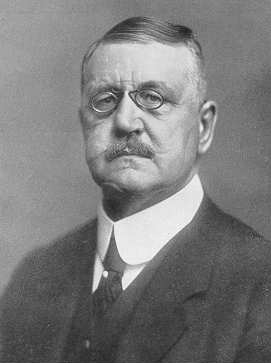
Wolfgang Kapp, de leider van de Putsch

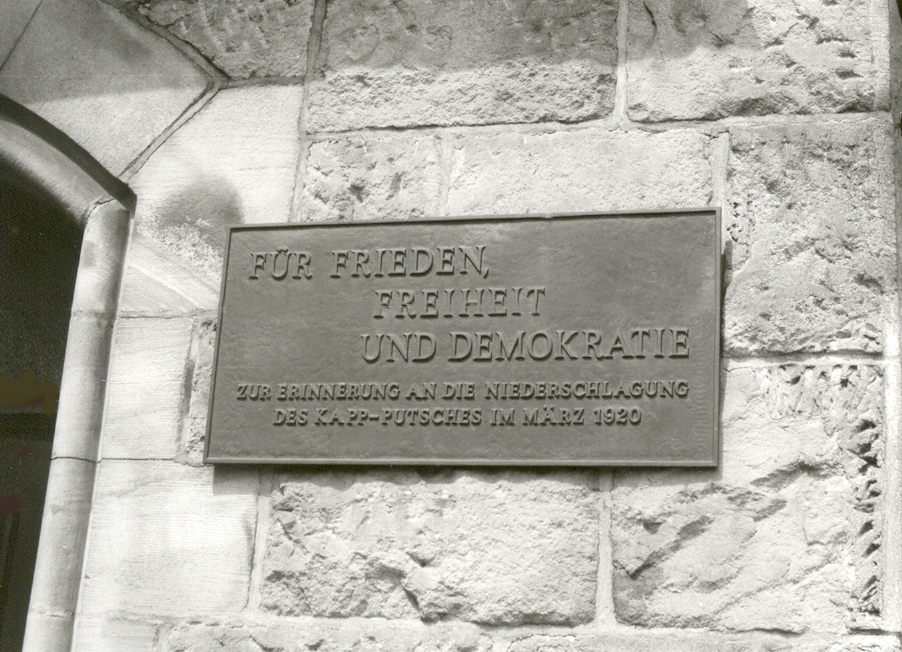
Gedenkbord bij het station van de stad Wetter voor het gevecht dat daar plaatsvond in maart 1920

De Kapp-putsch, of preciezer aangeduid de Kapp-Lüttwitz-putsch, was een poging tot militaire staatsgreep in Duitsland en had tot doel de nieuwe, democratische Weimarrepubliek omver te werpen. De putsch was een direct gevolg van de bepalingen van het Verdrag van Versailles.
In 1919 werd de troepensterkte van de Reichswehr geschat op zo'n 350.000 soldaten. Volgens de bepalingen van het Verdrag van Versailles mocht het Duitse leger maar 100.000 militairen hebben. Dit betekende dat er 250.000 man te veel waren. Veel soldaten van de Reichswehr waren aangesloten bij de paramilitaire Freikorps-groepen, milities van verslagen, ontslagen soldaten uit de Eerste Wereldoorlog. De Duitse regering besloot om deze Freikorpsen te ontbinden.
In maart 1920 werden er orders uitgevaardigd dat de Marinebrigade Ehrhardt moest worden ontbonden. De leiders van de brigade waren vastbesloten zich hiertegen te verzetten. Zij riepen de hulp in van generaal Walther von Lüttwitz, commandant van de Reichswehr in Berlijn. Lüttwitz, een organisator van Freikorpseenheden in 1918 en een fervent monarchist, riep president Friedrich Ebert en defensieminister Gustav Noske op om de ontbindingen te stoppen. Lüttwitz was de ware leider van de putsch, maar de putsch kreeg de naam van Wolfgang Kapp, een 62-jarige Oost-Pruisische ambtenaar en nationalist.
Toen Ebert weigerde hierop in te gaan, gaf Lüttwitz de Marinebrigade Ehrhardt het bevel op te rukken naar Berlijn. Op 13 maart bezette de brigade de hoofdstad. Op dat moment riep Noske de Reichswehr op om de putsch neer te slaan, maar hij kreeg te maken met een ferme afwijzing. Chef der Heeresleitung Hans von Seeckt, opperbevelhebber van het leger, zei tegen Noske: "Reichswehr vuurt niet op Reichswehr". De regering werd gedwongen Berlijn te verlaten en vluchtte naar Stuttgart. Intussen vaardigde de regering een proclamatie uit waarin het Duitse volk werd opgeroepen te staken. De Duitsers gaven massaal gehoor aan de oproep en het land werd lamgelegd. Hierdoor zakte de staatsgreep ineen en Kapp en Lüttwitz, niet in staat het land te besturen, gaven de staatsgreep op 17 maart op en vluchtten naar Zweden.
De Kapp-putsch dreigde zelfs precies het tegengestelde te bereiken van wat de plegers beoogden: in verschillende delen van Duitsland braken arbeidersopstanden uit, geregisseerd door linkse partijen die een revolutie wilden ontketenen. Dit was de zogenaamde Maartopstand, waarvan de Ruhropstand de bekendste is.
Dat de Weimarrepubliek de onrust van 1920 overleefde, was voor een deel te danken aan enerzijds een deel van arbeiders, soldaten, burgers dat haar te hulp schoot en anderzijds de twijfel van enkele Freikorpsen, omdat ze de timing slecht vonden. Een aantal eenheden sloot zich daarom niet aan bij de putsch.